# Sint-Paulus (plaats)
Sint-Paulus is een woonkern nabij de Vlaams-Brabantse plaats Galmaarden, een deelgemeente van Pajottegem.
De plaats is vooral bekend vanwege de Sint-Pauluskapel en de ermee samenhangende volksgebruiken.
Ten zuiden van Sint-Paulus stroomt de Mark in westelijke richting. Hier ligt ook het natuurgebied Markvallei.
Ter gelegenheid van het jaar 2000 werd aan de Pauwelhoeve in het gehucht Sint-Paulus een beeld van de Pauwel op zijn paard onthult. Dit beeldje is van de hand van Lieven D'Haese.

## Nabijgelegen kernen
Moerbeke, Galmaarden.
Deelgemeenten: Galmaarden · Gooik · Herne · Herfelingen · Kester · Leerbeek · Oetingen · Sint-Pieters-Kapelle · Tollembeek · Vollezele

Overige dorpen en gehuchten: Drie Egypten · Gemelingen · Kesterbrugge · Kokejane · Kwakenbeek · Oplombeek · Rode · Sint-Paulus · Strijland · Wilderen · Woestijn

Belgische gemeenten · Arrondissement Halle-Vilvoorde · Vlaams-Brabant · Vlaanderen